# Homogene coördinaten
In de meetkunde, een deelgebied van de wiskunde, worden coördinaten homogeen genoemd, als ze op een factor na zijn bepaald, zodat alleen hun onderlinge verhoudingen absolute betekenis hebben. Dit is de reden dat homogene coördinaten vaak gescheiden door dubbelepunten worden genoteerd. Voorbeelden van homogene coördinaten zijn: barycentrische, projectieve en trilineaire coördinaten. 
August Ferdinand Möbius heeft in 1827 in zijn werk Der barycentrische Calcul bedacht ze 'homogene coördinaten' te noemen.